# Álvaro Sáenz de Heredia
Álvaro Sáenz de Heredia (Madrid, 1942) es un director de cine español.

## Biografía
Nació en 1942 en Madrid. Estudió Derecho y Marketing, pero se decantó por el audiovisual. Durante muchos años trabajó como creativo publicitario llegando a firmar más de 1.500 anuncios publicitarios por los que fue galardonado con numerosos premios nacionales e internacionales.
En 1982 funda Producciones A.S.H. Films, compañía con la que ha desarrollado la mayoría de sus proyectos. Ese mismo año escribe y dirige su primer largometraje, Fredy el Croupier, protagonizado por con Ana Obregón y Javier Elorrieta, estrenado en el Festival de Sevilla.
Entre su filmografía como director de cine, destacan por su éxito comercial sus películas de los años 90 protagonizadas por el dúo cómico Martes y Trece (Aquí huele a muerto y El robobo de la jojoya) y por Chiquito de la Calzada (Aquí llega Condemor, el pecador de la pradera y Brácula: Condemor II). También es recordado su trabajo como director de la popular serie de televisión Ana y los 7, emitida por La 1 entre 2002 y 2005. 
Es sobrino del director José Luis Sáenz de Heredia, referente del cine durante el franquismo, y sobrino segundo de José Antonio Primo de Rivera, a quien homenajeaba su figura en el musical "La Princesa Roja", estrenado en 2015 en Madrid.

## Filmografía

##### Filmografía como director
- Fredy el croupier (1982)
- La hoz y el Martínez (1985)
- Policía (1987)
- Aquí huele a muerto  (1989)
- El robobo de la jojoya (1992)
- Chechu y familia (1992)
- Una chica entre un millón (1993)
- Aquí llega Condemor, el pecador de la pradera (1996)
- Brácula: Condemor II (1997)
- Papá Piquillo (1998)
- Corazón de bombón (2000)
- Esta noche, no (2001)
- Ana y los siete (serie, 2002), Jaime Botella
- R2 y el caso del cadáver sin cabeza (2005)
- La venganza de Ira Vamp (2010)

##### Filmografía como productor
- Aquí llega Condemor, el pecador de la pradera (1996)
- Corazón de bombón (2000)
- R2 y el caso del cadáver sin cabeza (2005)

##### Filmografía como guionista
- La Hoz y el Martínez (1984)
- Aquí llega Condemor, el pecador de la pradera (1996)
- Brácula: Condemor II (1997)
- No esta noche (2001)
- R2 y el caso del cadáver sin cabeza (2005)

##### Filmografía como asistente de dirección
- Universidades laborales - A (1962)
- Universidades laborales - B (1962)
- Han robado una estrella (1963)
- Le tardone (1964)

##### Filmografía como actor
- Cuartelazo (1961)